# Universal Soldier (jeu vidéo)
Pour les articles homonymes, voir Universal Soldier (homonymie).
Universal Soldier est un jeu vidéo d'action développé par The Code Monkeys et édité par Accolade en 1992 sur Mega Drive et Game Boy. Basé sur le film Universal Soldier, le jeu est une version modifiée de Turrican II: The Final Fight, sorti en 1991 sur ordinateurs personnels.

## Système de jeu
Il s'agit d'un beat'em up en 2D, dans la lignée de ce qui se faisait dans les années 1990.